# Waluj Bk.
Waluj Bk. es una ciudad censal situada en el distrito de Aurangabad en el estado de Maharashtra (India). Su población es de 20220 habitantes (2011). Se encuentra a 18 km de Aurangabad.

## Demografía
Según el censo de 2011 la población de Waluj Bk. era de 20220 habitantes, de los cuales 10592 eran hombres y 9628 eran mujeres. Waluj Bk. tiene una tasa media de alfabetización del 81,49%, superior a la media estatal del 82,34%: la alfabetización masculina es del 88,61%, y la alfabetización femenina del 73,73%.